# Gempa Raya
Gempa Raya is een bestuurslaag in het regentschap Aceh Barat van de provincie Atjeh, Indonesië. Gempa Raya telt 268 inwoners (volkstelling 2010).